# Wojciech Kowman
Wojciech Kowman (ur. 20 stycznia 1969 w Ostrowcu Świętokrzyskim, zm. 19 listopada 2014 tamże) – polski aktor filmowy i telewizyjny.

## Życiorys
W 1987 ukończył II Liceum Ogólnokształcące im. Joachima Chreptowicza, od 1988 do 1991 studiował na Wydziale Aktorskim PWSFTviT w łodzi. W latach 1993–1995 związany był z Teatrem Polskim w Warszawie.
Pogrzeb Wojciecha Kowmana odbył się 21 listopada 2014 w Ostrowcu Świętokrzyskim.

## Dokonania artystyczne

### Teatr Telewizji
- 1994: Kordian (reż. Jan Englert)
- 1995: Ścieżki chwały jako podoficer (reż. Jerzy Antczak)
- 1995: Perykles jako majtek (reż. Maciej Prus)
- 1997: Ketchup Schroedera (reż. Filip Zylber)
- 1999: Skowronek jako Brat (reż. Krzysztof Zanussi)

### Filmografia
- 1995: Dama kameliowa
- 1995: Tato
- 1995: Spellbinder (Dwa światy) – Timbercutter (odc. 12)
- 1995: Pokuszenie
- 1995: Docteur Semmelweis
- 1996: Wirus
- 1996: Ekstradycja 2 – człowiek „Sahara” (odc. 1, 3, 4, 7, 9)
- 1997: Liefdesgasten – Marek
- 1996: Szamanka – Waldek Guca, chłopak z huty
- 1997 – 2018: Klan
- 1998: Złoto dezerterów – „Krzywy”
- 1998: Gosia i Małgosia – Benek, „chłopak” Małgosi
- 2002 – 2010: Samo życie – ojciec Radosława, pomocnika w kuchni „Winiarni Kacpra” należącej do Kacpra Szpunara
- 2002: Dzień świra
- 2003 – 2017: Na Wspólnej – śledczy (odc. 219); Tomasz Milewski
- 2005: Wiedźmy – kolega „Styka” (odc. 7)
- 2005: Kryminalni – „Mroczek” (odc. 33)
- 2005: Egzamin z życia – ojczym Kacpra (odc. 25, 30)
- 2005: Czego się boją faceci, czyli seks w mniejszym mieście – ochroniarz (odc. 14, seria 3)
- 2005: Jan Paweł II – Drugi oficer
- 2005: Chaos – „Wielki”
- 2005: Boża podszewka II – robotnik rozbierający dom (odc. 12)
- 2006: Plac Zbawiciela – mężczyzna przy samochodzie
- 2006 – 2007: Kopciuszek – Szawarski
- 2007: Ryś – Jura
- 2007: Odwróceni – barman (odc. 6)
- 2008: Wydział zabójstw – Ryszard Podolak, mąż Anny (odc. 38)
- 2008: Trzeci oficer – „Milczący” (odc. 12)
- 2008: Kochaj i tańcz – dziennikarz
- 2008: Czas honoru – (odc. 6)
- 2010: Na dobre i na złe – artysta (odc. 428)
- 2011: Ranczo – zawodnik (odc. 62)
- 2011: Instynkt – więzień (odc. 13)
- 2014: Przyjaciółki – taksówkarz